# Anja Sahlberg
Anja Sahlberg es una deportista sueca que compitió en vela en la clase Laser Radial. Ganó una medalla de bronce en el Campeonato Mundial de Laser Radial de 1997.

## Palmarés internacional
| \| Campeonato Mundial \| Campeonato Mundial \| Campeonato Mundial \| Campeonato Mundial \| \| Año \| Lugar \| Medalla \| Clase \| \| ------------------ \| ---------------------- \| ------------------ \| ------------------ \| \| 1997 \| Mohammedia (Marruecos) \| Medalla de bronce \| Laser Radial \| |                        |                   |              |
| Campeonato Mundial |                        |                   |              |
| Año | Lugar                  | Medalla           | Clase        |
| 1997 | Mohammedia (Marruecos) | Medalla de bronce | Laser Radial |